# 삼성 갤럭시 Z 폴드 3
삼성 갤럭시 Z 폴드 3 (Samsung Galaxy Z Fold 3)는 삼성전자에서 2021년 8월 11일에 삼성언팩으로 공개된 폴더블 스마트폰이다. 삼성 갤럭시 Z 폴드 2의 후속기종이다. 삼성 갤럭시 Z 시리즈에 최초로 방수방진과 S펜 기능이 들어갔다.

## 아웃폴딩
| 삼성 갤럭시 Z 폴드 3 (SM-F926) | 삼성 갤럭시 Z 폴드 3 (SM-F926)                                                                       | 삼성 갤럭시 Z 폴드 3 (SM-F926)                                                                       | 삼성 갤럭시 Z 폴드 3 (SM-F926)                                          |
| ------------------------------ | --- | --- | ----------------------------------------------------------------------- |
| 운영체제                       | Android                                                                                              | Android                                                                                              | Android                                                                 |
| 출시회사                       | 삼성전자                                                                                             | 삼성전자                                                                                             | 삼성전자                                                                |
| 출시일                         | 2021년 8월 11일                                                                                      | 2021년 8월 11일                                                                                      | 2021년 8월 11일                                                         |
| 외관 사양                      | 크기(세로x가로x두께, mm) 158.2 x 128.1 x 6.4                                                         | 접힌 상태시 크기(세로x가로x두께, mm) 158.2 x 67.1 x 16.0-14.4                                        | 무게(g) 271                                                             |
| 위성항법                       | GPS & A-GPS, GLONASS, Galileo, Beidou, QZSS                                                          | GPS & A-GPS, GLONASS, Galileo, Beidou, QZSS                                                          | GPS & A-GPS, GLONASS, Galileo, Beidou, QZSS                             |
| 배터리                         | 인터넷 사용 시간(LTE) 최대 12 시간 배터리 용량(mAh, Typical) 4400 연속 통화시간(4G LTE) 최대 34 시간 | 인터넷 사용 시간(Wi-Fi) 최대 12 교체 가능 아니오                                                     | 비디오 재생 시간 최대 18 오디오 재생 시간 최대 63                       |
| 네트워크 (S/W 사용)            | 5G TDD Sub6 N77(3700),N78(3500)                                                                      | 4G FDD LTE B38(2600),B39(1900),B40(2300),B41(2500) 3G UMTS B1(2100),B2(1900),B4(AWS),B5(850),B8(900) | 2G GSM PCS1900                                                          |
| 방수등급                       | IPX8의 동일한 방수 등급                                                                              | 이는 수심 1.5m 맑은 물에서 최대 30분 동안 버틸 수 있는 수준                                          | 이는 수심 1.5m 맑은 물에서 최대 30분 동안 버틸 수 있는 수준             |
| 소프트웨어 기능                | 삼성페이, Always On Display,빅스비,SmartThings,Windows 10 연동,삼성 DeX                              | 삼성페이, Always On Display,빅스비,SmartThings,Windows 10 연동,삼성 DeX                              | 삼성페이, Always On Display,빅스비,SmartThings,Windows 10 연동,삼성 DeX |

## 핸드폰 무상수리기간 2년
삼성,LG 스마트폰 무상 품질 보증기간 2년으로 연장
- 2020년 1월 1일부터 스마트폰 제품을 새로 구입한 경우에만 적용
- 배터리 및 구성품(충전기, 이어폰 등)의 품질보증기간은 기존과 동일한 1년
- 스마트폰 제품을 제외한 태블릿, 웨어러블 제품의 품질보증기간은 기존과 동일한 1년

- '갤럭시 Z 폴드2' 전면 화면 얼마나 쓸모 있을까 - 하루종일 전면화면만 사용시 기존보다 베터리 30% 연장
- 삼성 Galaxy Z Fold3 정품 보호필름 1회 무료(삼성서비스센터)

## 상세
- 삼성 페이

- Always On Display 디스플레이가 꺼진 상황에서도 시계나 캘린더, 전화 그리고 메시지 등 삼성전자가 기본적으로 내장한 애플리케이션의 알림을 디스플레이에 띄워둘 수 있다. 주변 밝기에 따라 표시된 시계의 밝기도 바뀐다. 또한, 번인 현상 방지를 위해 송출된 화면이 1분마다 1픽셀씩 이동하며 1시간 주기로 무작위의 위치로 이동한다.

- 빅스비 삼성전자의 인공지능 비서 기술이다.

- SmartThings 삼성전자가 출시한 스마트 TV, 패밀리허브 냉장고, 세탁기, 청소기 등 여러 IoT 전자기기를 통합 관리하는 기능이다. 다만, 가전 기기역시 스마트폰에서 제어받는 기능을 지원해야 한다.

- 자연스러운 색상 모드(자동 컬러 매니지먼트) 표시되는 콘텐츠에 따라 DCI-P3 색역과 sRGB 색역 중 하나에 맞춰서 정확한 색상 표현이 가능하다.

- 화면 제스처 소프트 키를 터치 동작으로 조작하는 것을 기기 하단에서 디스플레이 패널 방향으로 스와이프 동작을 하는 것으로 대신할 수 있으며 소프트 키 숨기기 기능을 대체한다. 기본적으로 어떤 부분에서 스와이프 동작을 해야하는지 알려주는 제스처 힌트 기능이 활성화되어 기기 하단에 표시되지만 이마저도 설정에서 비활성화 할 수 있다.

- RCS - 채팅 메시지 서비스 MMS 규격의 후속 규격이다. 단, RCS 규격의 문자메시지 서비스를 진행하는 이동통신사에서만 사용할 수 있다.

- 윈도우 10, 윈도우 11 연동 마이크로소프트의 사용자 휴대폰 애플리케이션이 사실상 이식되었다. 단, 연동되는 운영체제가 Windows 10 Redstone 5 이상이어야 한다. 사진 공유, 문자메시지 기능, 알림 공유 등의 기능을 그대로 이용할 수 있으나 디스플레이 미러링 기능이 추가되면서 연동된 기기에서 실시간으로 기기를 조작할 수 있다.

- Project xCloud 최적화 마이크로소프트의 Xbox Game Pass Ultimate이 지원하는 게임 스트리밍 서비스인 엑스클라우드를 효율적으로 사용하기 위한 레이턴시 감소 기능이 탑재되어있다. 스트리밍 게임을 고려해 설계된 Wi-Fi 옵티마이저가 내장돼 있고 블루투스 오디오 반응속도 단축을 위한 특별한 최적화가 이루어졌다. 그리고 블루투스 컨트롤러 사용 환경을 고려해 디자인돼, 엑스박스 게임패스 앱 실행 절차의 간소화와 지연시간 감소 등의 혜택을 받을 수 있다.

- App Pairs 엣지 UI에 애플리케이션 바로가기를 생성할 때 멀티태스킹이 되는 애플리케이션 최대 세 개를 묶어서 멀티윈도우로 동시에 실행하는 기능이다.

- 삼성 DeX USB Type-C 단자 - HDMI 단자 변환 젠더만 사용해서 별도의 모니터에 연결만해도 DeX 모드에 진입할 수 있다.
  - 무선 DeX 어떠한 유선 장치도 필요 없이 Miracast를 통한 무선 연결을 지원한다.
- 퀵 셰어 (Quick Share) Wi-Fi Direct의 개선 기능으로 해당 기능을 지원하는 갤럭시와 파일 공유를 빠르게 할 수 있다.

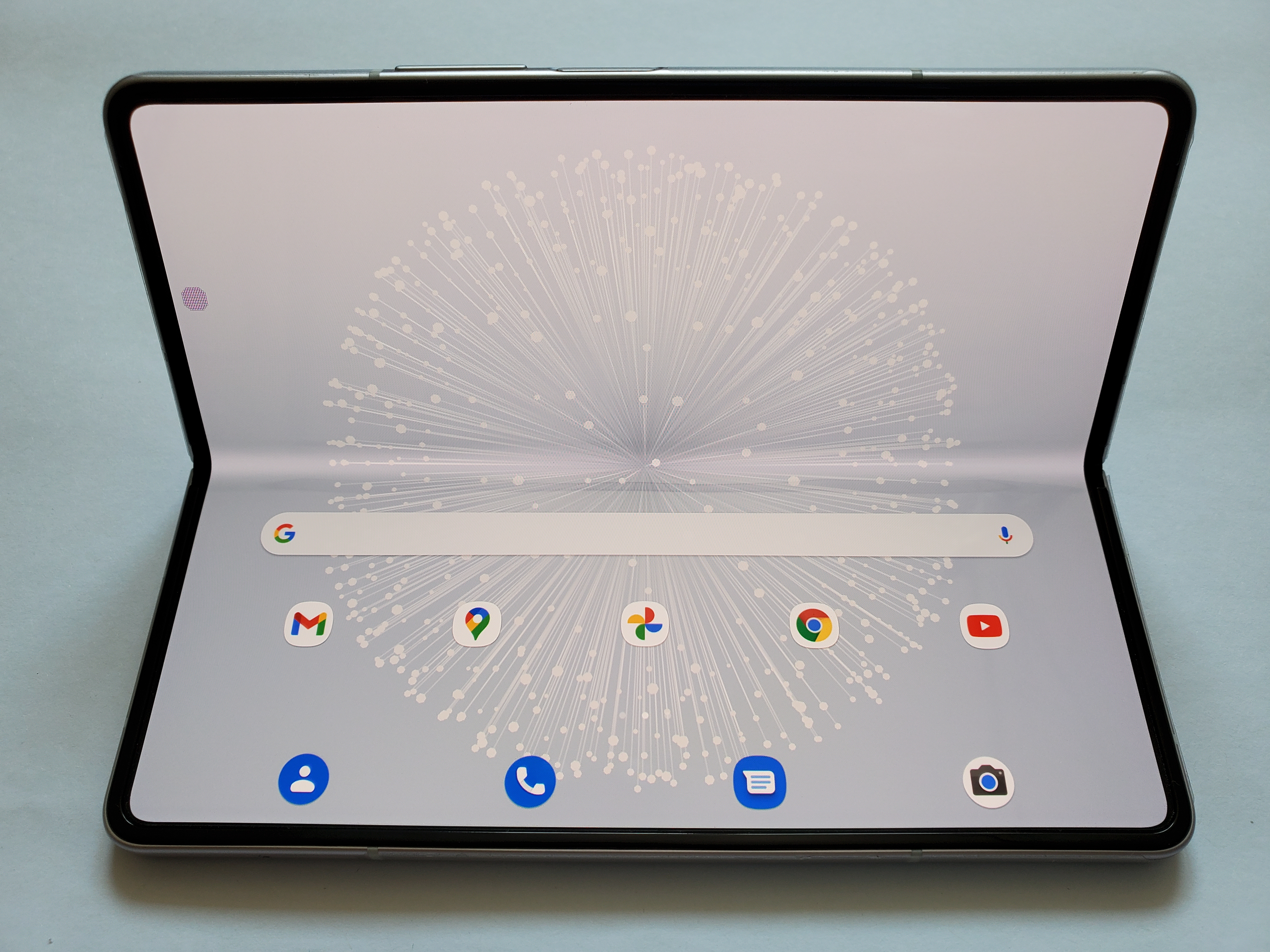
삼성 갤럭시 Z 폴드 3
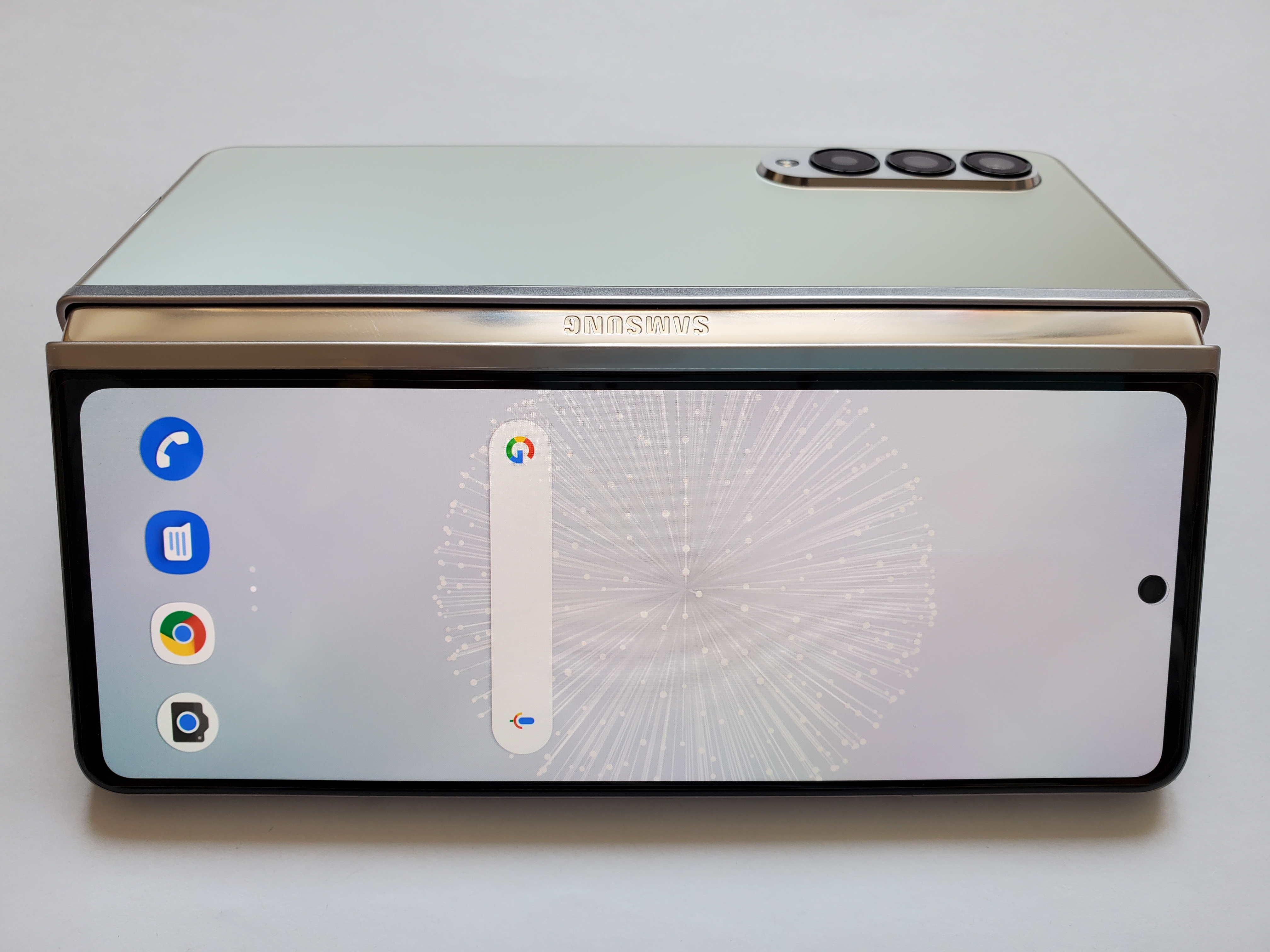
삼성 갤럭시 Z 폴드 3
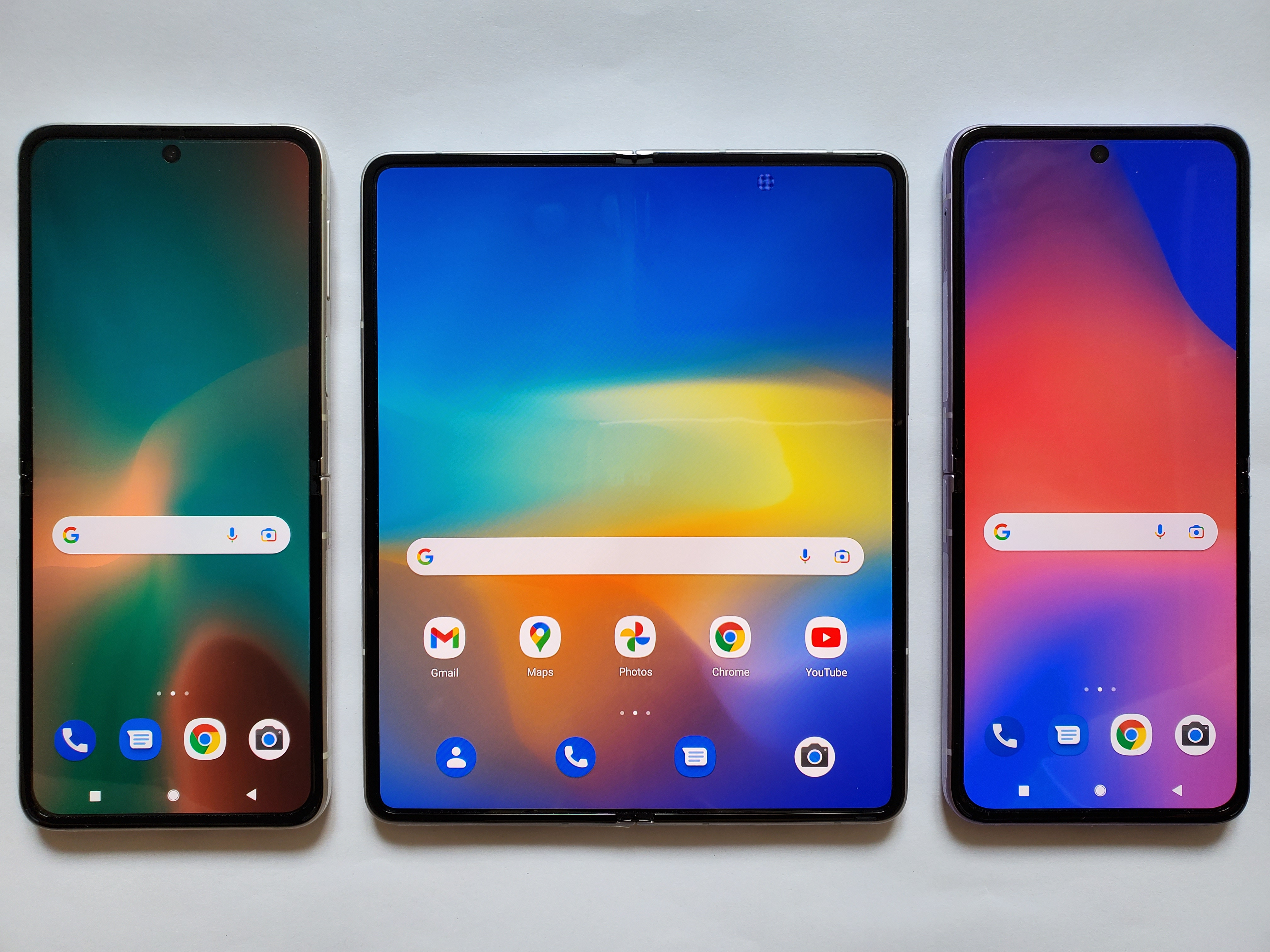
삼성 갤럭시 Z 폴드 3 와 플립 3
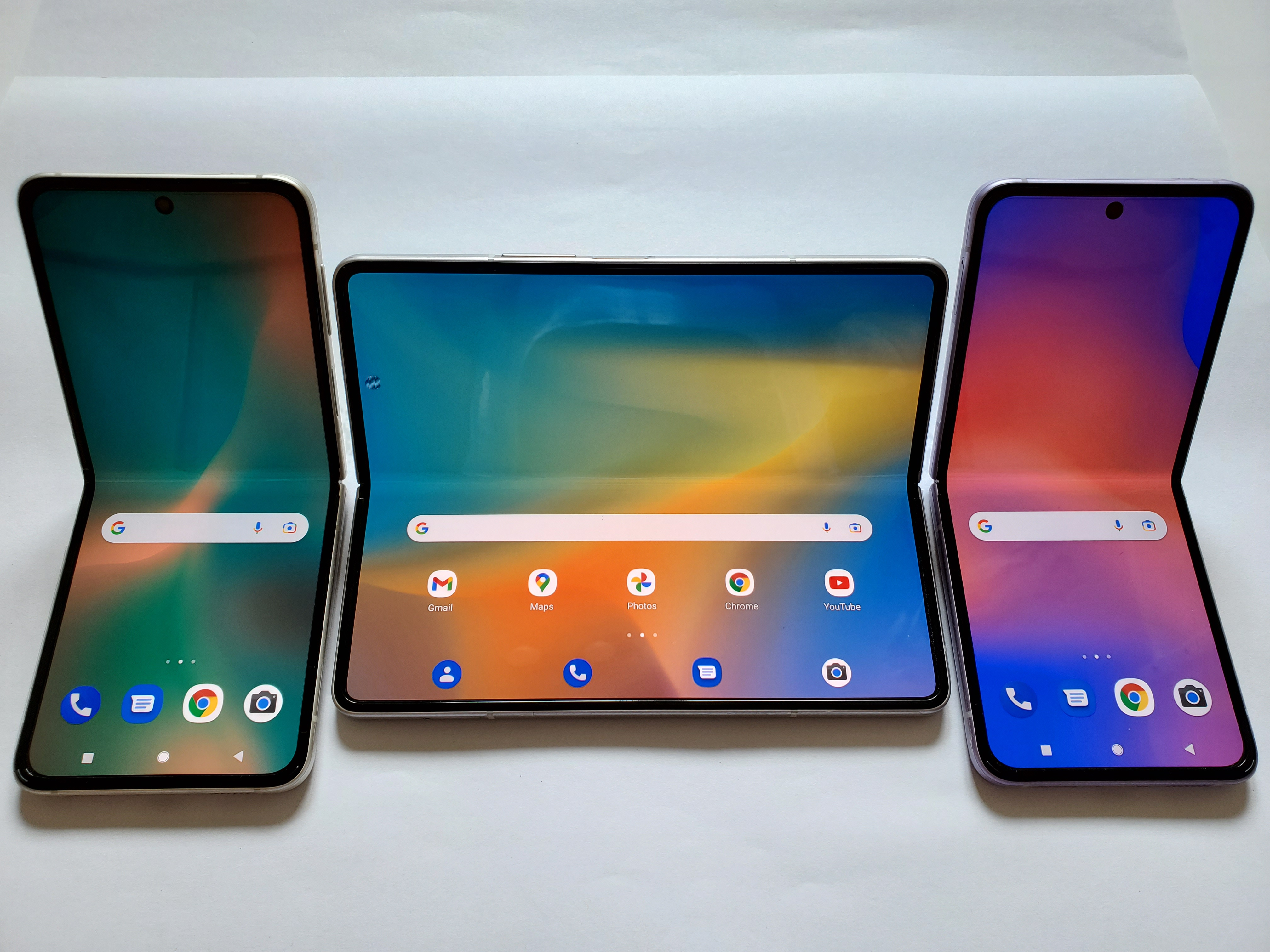
삼성 갤럭시 Z 폴드 3 와 플립 3

## 보안기능
- 생체인식 잠금해제 생체인식 기술을 이용해 기기의 잠금을 해제할 수 있다.
  - 지문인식 잠금해제 측면 전원 버튼의 지문인식 센서를 이용한다.
  - 얼굴인식 잠금해제 사용자 편의성을 위한 기능으로 단순히 전면 카메라를 이용하기 때문에 보안성이 떨어진다.

- 보안 폴더

- 블록체인 키스토어 블록체인 기반의 모바일 서비스를 사용할 때 할당되는 개인 키를 Knox를 이용해서 안전하게 보관한다.

## 카메라 가능
- 카메라 UI 강화 카메라에서 Flex Mode를 지원하기 시작하면서 휴대전화를 거치대로 사용하면서 사진 촬영이 가능하며, 상단부는 사진촬영을 할 수 있고 하단부에서는 카메라 조작부와 뷰파인더로 사용 가능하다. 세로로 사용시 좌측이 뷰파인더로 사용되며 오른쪽 화면은 조작부와 사진촬영을 할 수 있게 UI가 변경된다. 또한 휴대전화를 뒤집어서 후면카메라로 셀피를 촬영할 수도 있으며 휴대전화를 펼친상태에서 커버 스크린에 찍히는 모습을 전송할 수 있어 남에게 사진을 찍어줄때 편리해졌다.

- AR 이모지 카메라로 촬영한 인물 사진을 기반으로 아바타를 만들 수 있는 기능으로 애플의 애니모티콘[8]과 유사한 기능이다. 눈, 코, 입, 뺨, 이마 등 100개 이상의 얼굴 특징점을 인식 및 분석해 피사체의 표정을 실시간으로 따라해서 동영상으로 촬영할 수 있고 헤어 스타일 및 색상, 안경 착용 그리고 의상 등을 변경할 수 있다.
  - 마이 이모지 스티커 AR 이모지를 통해 만들어진 이모지를 18개의 다양한 감정 표현이 가능한 이모티콘으로 활용할 수 있게한 기능이다. 기본 키보드 애플리케이션을 사용할 경우 문자메시지 및 SNS 등 애플리케이션 제약없이 사용할 수 있다고 한다. 또한, 월트 디즈니 컴퍼니와 협력을 통해 월트 디즈니 컴퍼니가 소유하고 있는 콘텐츠 IP를 이용한 이모지 스티커를 사용할 수 있다.

## 소프트웨어 지원
안드로이드 11을 기본으로 탑재한 스마트폰이며 안드로이드 8.0 오레오의 기능 중 하나인 Treble이 기본적으로 적용되어 있다.
삼성전자는 기기 출시상 분류에 맞춰서 소프트웨어 지원 내역을 공개하고 있다. 기기명이 아닌 기기 출시상 분류를 따르는 이유는 동일한 기기명을 가진 단일 모델을 공급한다 하더라도 유통 과정에서 차이가 발생하기 때문에 내부적으로 구분을 할 수 있게 조치해뒀기 때문이다. 한국 시장에서의 소프트웨어 지원 내역 사이트는 다음과 같으며, 한국 기준 최신 패치 일자는 2021년 8월 12일이다.

## 혁신(8만원짜리 강화유리(UTG))
삼성전자 갤럭시Z플립의 커버윈도용 특수보호필름을 단독 공급했다. 특수보호필름은 폴더블폰 디스플레이 커버윈도 위에 부착해 디스플레이 보호를 강화하는 부품이다. 외부 충격에서 커버윈도를 보호하고 지문 방지와 터치감 개선 기능도 갖췄다.
폴더블폰 디스플레이 커버윈도는 소재가 투명 PI 필름이든 울트라신글래스(UTG)이든 최상층에 감압접착제(PSA)를 사용해 특수보호필름을 붙여야 커버윈도가 완성된다. 갤럭시Z플립 커버윈도 소재는 두께 30마이크로미터(㎛)의 UTG다. UTG는 지난해 갤럭시폴드 커버윈도로 사용했던 투명 PI 필름과 비교해 굽힘성은 다소 떨어지지만 우수한 광학 성능으로 인해 시인성이 뛰어나고 흠집도 덜 난다. 그러나 유리이기 때문에 강한 충격을 받았을 때는 깨어지므로 보호필름이 필요하다.

## 같이 보기
폴더블 스마트폰